# Erik Read
Pour les articles homonymes, voir Read.
Erik Read, né le 31 mai 1991 à Calgary, est un skieur alpin canadien, spécialiste des épreuves techniques (slalom et slalom géant).

## Biographie
Membre du club de Banff, il participe aux compétitions de la FIS depuis 2006, gagnant sa première course rapidement (descente). Le Canadien dispute ensuite les Championnats du monde junior entre 2008 et 2011, comptant trois top dix à son actif : neuvième du combiné en 2009, sixième du slalom et cinquième du combiné en 2011. Il obtient son premier succès international en 2012 en enlevant le classement général de la Coupe nord-américaine.
Il est médaillé d'argent dans l'épreuve par équipes aux Championnats du monde de ski alpin 2015 à Beaver Creek en tant que remplaçant. En Coupe du monde, dont il fait ses débuts en 2011 à Schladming, puis marque ses premiers points en décembre 2014 au slalom d'Åre (24e), il obtient ses premiers résultats dans le top 10 lors de l'hiver 2016-2017 dans des slaloms géants, avant de signer son meilleur résultat personnel dans l'élite avec une sixième place au combiné de Santa Caterina. Il se distingue également en slalom lors de la manche de Kitzbühel, finissant septième.
Aux Jeux olympiques d'hiver de 2018, à Pyeongchang, il est onzième du slalom géant, son meilleur résultat en grand championnat et 29e du slalom.
Il échoue ensuite à finir toutes ses courses individuelles aux Championnats du monde 2019 et 2021. Il signe deux dixièmes places en slalom géant en décembre 2020 à Santa Caterina et une septième place au parallèle de Zürs en novembre 2021, soit un premier top dix dans ce format de course. Lors des Jeux olympiques d'hiver de 2022, à Pékin, il parvient à finir un slalom géant piégeux au treizième rang.
Au niveau national, il remporte son premier titre de champion du Canada, en slalom en 2013.
Il est le fils du skieur Ken Read et le frère de Jeffrey Read, aussi actif en Coupe du monde.

## Palmarès

### Jeux olympiques d'hiver
| Épreuve / Édition | Pyeongchang 2018 | Pékin 2022 |
| Slalom géant      | 11e              | 13e        |
| Slalom            | 29e              |            |

### Championnats du monde
| Épreuve / Édition | Beaver Creek 2015                | Saint-Moritz 2017                | Åre 2019                         | Cortina d'Ampezzo 2021 | Courchevel-Méribel 2023 |
| Slalom géant      | 28e                              | 23e                              | DNF                              | DNF                    |                         |
| Slalom            | 24e                              | DNF                              | DNF                              | DNF                    |                         |
| Parallèle         | Épreuve inexistante à cette date | Épreuve inexistante à cette date | Épreuve inexistante à cette date | DNF                    |                         |
| Par équipes       | Argent                           |                                  | 9e                               | 7e                     | Bronze                  |

### Coupe du monde
- Meilleur classement général : 43e en 2017.
- Meilleur résultat : 6e.

#### Classements en Coupe du monde
| Saison    | Classement général final | Classement en slalom géant | Classement en slalom | Classement en combiné |                                  |
| 2014-2015 | 140e                     | -                          | 52e                  | -                     | Épreuve inexistante à cette date |
| 2015-2016 | 142e                     | -                          | 52e                  | -                     | Épreuve inexistante à cette date |
| 2016-2017 | 43e                      | 28e                        | 29e                  | 14e                   | Épreuve inexistante à cette date |
| 2017-2018 | 73e                      | 30e                        | 32e                  | -                     | Épreuve inexistante à cette date |
| 2018-2019 | 83e                      | 28e                        | 45e                  | -                     | Épreuve inexistante à cette date |
| 2019-2020 | 56e                      | 23e                        | 35e                  | -                     | 28e                              |
| 2020-2021 | 48e                      | 20e                        | 36e                  | -                     | 12e                              |

### Coupe nord-américaine
- Vainqueur du classement général en 2012 et 2016.
- Vainqueur du classement de combiné en 2012 et 2014.
- Vainqueur du classement de slalom en 2016.
- 18 podiums, dont 11 victoires.

### Coupe d'Europe
- 1 podium.

### Championnats du Canada
- Champion du slalom en 2013, 2014, 2015 et 2018.
- Champion du slalom géant en 2019.